# Лее (Шлезвіг-Гольштейн)
Лее (нім. Lehe) — громада в Німеччині, розташована в землі Шлезвіг-Гольштейн. Входить до складу району Дітмаршен. Складова частина об'єднання громад КЛГ-Айдер.
Площа — 18,63 км2. Населення становить 1097 ос. (станом на 31 грудня 2020).